# فراموش‌شده (فیلم ۲۰۰۳)
فراموش شده (به انگلیسی: The Forgotten) یک فیلم سینمایی آمریکایی با موضوع جنگ کره محصول سال ۲۰۰۳ میلادی به کارگردانی وینسانته استاسولا و با بازی رندی رایان است. بیشتر صحنه‌های این فیلم در پنسیلوانیا فیلمبرداری شد. این فیلم داستان دو تانک است که در آغاز جنگ کره در پشت خطوط دشمن گم می‌شوند.